# Mississauga Steelheads
Mississauga Steelheads je kanadský juniorský klub ledního hokeje, který sídlí v Mississauze v provincii Ontario. Založen byl v roce 2012 po přejmenování franšízy z Mississauga St. Michael's Majors na Mississauga Steelheads. Od roku 2012 působí v juniorské soutěži Ontario Hockey League (dříve Ontario Hockey Association). Své domácí zápasy odehrává v hale Hershey Centre s kapacitou 5 612 diváků. Klubové barvy jsou modrá, bílá a stříbrná.
Nejznámější hráči, kteří prošli týmem, byli např.: Alexander Nylander, Michael McLeod nebo Nathan Bastian.

## Přehled ligové účasti
Zdroj: 
- 2012– : Ontario Hockey League (Centrální divize)